# احسان صاحب زاده
احسان صاحب زاده (زاده ۱۳۴۰ ولایت پروان) سیاستمدار افغانستان و نماینده‌ی مردم ولایت کابل در دوره‌ی شانزدهم مجلس نمایندگان است. وی در مجلس شانزدهم نمایندگان افغانستان عضو کمیسیون مواصلات، مخابرات، امور انکشاف شهری، تهیه‌ی مسکن، تهیه‌ی آب و برق و امور شاروالی‌ها می‌باشد.

## زندگی‌نامه
احسان صاحب زاده زاده ۱۳۴۰ از ولایت پروان هست. وی تحصیلات تا مقطع متوسطه دارد.